# 7 (Lil Nas X)
7 è il primo EP del rapper statunitense Lil Nas X, pubblicato il 21 giugno 2019 dalla Columbia Records.
È stato candidato ai Grammy Awards 2020 nella categoria di album dell'anno.

## Accoglienza
| Recensione           | Giudizio |
| -------------------- | -------- |
| AllMusic             |          |
| Consequence          | C+       |
| Exclaim!             | 6/10     |
| The Line of Best Fit | 6,5/10   |
| Pitchfork            | 4,3/10   |
| Rolling Stone        |          |

7 ha ottenuto recensioni prevalentemente miste da parte dei critici musicali. Su Metacritic, sito che assegna un punteggio normalizzato su 100 in base a recensioni selezionate, ha ottenuto un punteggio medio di 57 basato su undici recensioni.

## Tracce
1. Old Town Road (Remix) (feat. Billy Ray Cyrus) – 2:37 (Montero Lamar Hill, Michael Trent Reznor, Atticus Matthew Ross, Billy Ray Cyrus, Jocelyn Donald)
2. Panini – 1:55 (Montero Lamar Hill, Denzel Baptiste, David Biral, Oladipo Omishore, Kurt Cobain)
3. F9mily (You & Me) (con Travis Barker) – 2:43 (Montero Lamar Hill, Travis Barker)
4. Kick It – 2:22 (Montero Lamar Hill, Andre Carnell Robertson, Darien Anthony Bankhead, Yinka Bankole)
5. Rodeo (con Cardi B) – 2:39 (Montero Lamar Hill, Belcalis Almanzar, David Biral, Denzel Baptiste, Roy Lenzo, Russ Chel)
6. Bring U Down – 2:12 (Montero Lamar Hill, Ryan Tedder, Zach Skelton)
7. C7osure (You Like) – 2:23 (Montero Lamar Hill, Allen Ritter, Matthew Jehu Samuels)
8. Old Town Road – 1:53 (Montero Lamar Hill, Michael Trent Reznor, Atticus Matthew Ross)

## Formazione
Musicisti
- Lil Nas X – voce (traccia 4)
- Cardi B – voce (traccia 5)
- Billy Ray Cyrus – voce aggiuntiva (traccia 1)
- Jocelyn "Jozzy" Donald – voce aggiuntiva (traccia 2)
- Ryan Tedder – cori, basso, batteria e chitarra (traccia 6)
- Zach Skelton – cori, basso, batteria e chitarra elettrica (traccia 6)
- Stephen "Johan" Feigenbaum – corde (traccia 4)
- Yasmeen Al-Mazeedi – violino (traccia 4)
- Eddie Benjamin – basso (traccia 6)

Produzione
- Lil Nas X – produzione (traccia 4)
- Ryan Tedder – produzione (traccia 6)
- Zach Skelton – produzione (traccia 6)
- YoungKio – produzione (tracce 1 e 8)
- Atticus Ross – produzione (tracce 1 e 8)
- Trent Reznor – produzione (tracce 1 e 8)
- Take a Daytrip – produzione (tracce 2 e 5)
- Travis Barker – produzione (traccia 3)
- Bizness Boi – produzione (traccia 4)
- fwdslxsh – produzione (traccia 4)
- Alone In A Boy Band – produzione (traccia 4)
- Roy Lenzo – produzione (traccia 5)
- Russ Chell – produzione (traccia 5)
- Boi-1da – produzione (traccia 7)
- Allen Ritter – produzione (traccia 7)
- Dot da Genius – co-produzione (traccia 2)
- Andrew "VoxGod" Bolooki – produzione vocale e missaggio (traccia 1)
- Joe Grasso – ingegneria del suono (traccia 1)
- Thomas Cullison – assistenza all'ingegneria del suono (traccia 2), registrazione (traccia 4)
- Andy Rodríguez – assistenza all'ingegneria del suono (traccia 4)
- Jeremie Inhaber – assistenza all'ingegneria del suono (traccia 6)
- Robin Florent – assistenza all'ingegneria del suono (traccia 6)
- Scott Desmarais – assistenza all'ingegneria del suono (traccia 6)
- Cinco – registrazione (traccia 1)
- Denzel Baptiste – registrazione (tracce 2 e 5)
- Matt Malpass – registrazione (traccia 3)
- Jordan "DJ Swivel" Young – missaggio (tracce 2 e 5)
- Joe Grasso – missaggio (tracce 3 e 4)
- Eric Lagg – mastering (tracce 1, 3 e 4)
- Colin Leonard – mastering (tracce 2 e 5)

## Successo commerciale
L'EP ha debuttato alla 2ª posizione della Billboard 200 statunitense con 77 000 unità vendute, di cui 4 000 copie pure. Nella sua seconda settimana è rimasto alla stessa posizione vendendo altre 62 000 unità.

## Classifiche

### Classifiche settimanali
| Classifica (2019) | Posizione massima |
| ----------------- | ----------------- |
| Australia         | 5                 |
| Austria           | 57                |
| Belgio (Fiandre)  | 15                |
| Belgio (Vallonia) | 43                |
| Canada            | 1                 |
| Danimarca         | 9                 |
| Estonia           | 2                 |
| Finlandia         | 14                |
| Francia           | 15                |
| Germania          | 99                |
| Irlanda           | 11                |
| Islanda           | 4                 |
| Italia            | 61                |
| Lettonia          | 2                 |
| Lituania          | 1                 |
| Nuova Zelanda     | 6                 |
| Regno Unito       | 23                |
| Stati Uniti       | 2                 |
| Svezia            | 10                |
| Svizzera          | 63                |

### Classifiche di fine anno
| Classifica (2019) | Posizione |
| ----------------- | --------- |
| Australia         | 99        |
| Belgio (Fiandre)  | 130       |
| Belgio (Vallonia) | 196       |
| Canada            | 28        |
| Danimarca         | 73        |
| Estonia           | 9         |
| Francia           | 93        |
| Islanda           | 25        |
| Lettonia          | 9         |
| Stati Uniti       | 46        |
| Sudafrica         | 10        |
| Svezia            | 46        |
| Classifica (2020) | Posizione |
| Islanda           | 94        |
| Stati Uniti       | 79        |